# エルモア・レナード
エルモア・ジョン・レナード・ジュニア （Elmore John Leonard Jr., 1925年10月11日 - 2013年8月20日）は、アメリカ合衆国ルイジアナ州ニューオーリンズ出身の小説家、脚本家。男臭く、歯に衣着せない表現の独特な犯罪小説で知られる。1984年、『ラブラバ』でエドガー賞最優秀長篇賞。1991年にはMaximum Bobで第一回ハメット賞を受賞、1992年にはアメリカ探偵作家クラブ巨匠賞を受賞した。

## 経歴
1925年に生まれたレナードは、ゼネラルモーターズに勤めていた父の仕事の都合で1925年から1934年まで引っ越しを繰り返した。 ダラス、オクラホマシティ、メンフィスを経て、1934年に一家はミシガン州のデトロイトに落ち着き、以来レナードは、この一帯を自身の郷里とした。
1930年代に、彼の作品の多くに影響を及ぼす2つの主要な出来事があった。ギャングとデトロイト・タイガースが全国的ニュースになっていた。1931年頃から1934年5月に殺されるまでボニーとクライド(後年の映画『俺たちに明日はない』で有名)は暴れまわった。タイガースが1934年にワールドシリーズに勝ち進み、1935年に優勝した。スポーツと銃はともにその後の彼を魅了するようになった。
1935年、5年生のときにレマルクの『西部戦線異状なし』に触発されて芝居の台本を書き、教室で上演した。ハイスクール時代は文章を書かず、野球とフットボールに打ち込んでいた。この頃、同級生に（ワシントン・セネタースの投手だったエミル・“ダッチ”・レナードにならって）「ダッチ」というあだ名を付けられた。
1943年にデトロイト大学イエズス会士高校を卒業。海兵隊に志願するが目が悪いため拒否され、海軍のシービー（建設部隊）に入隊し、南太平洋で3年間勤務した。 1946年に除隊してデトロイト大学に入学。1947年、GMを辞めたレナードの父は自動車販売をはじめるためにニューメキシコ州に移り住んだ。レナードは卒業後は父のもとで働くつもりでいたが、父は半年で急死した。その後は作家を志して、雑誌短編コンテストに作品を投稿した。1949年に広告代理店に就職し、コピーライターとして働くかたわらに西部劇小説を書いた。大学は1950年に英語と哲学の学位を取得し卒業。
1951年、レナードは、大衆雑誌「アーゴシー(Argosy)」に掲載された短編小説「Trail of the Apache」で成功した。 1950年代から1960年代前半にかけ、彼は短編を30以上書き続けた。 1953年に彼の最初の長編「The Bounty Hunters」を上梓、4本の長編がこの後に続いた。 この時期、短編「The Tall T」と「三時十分発ユマ行き（3:10 to Yuma）」が映画化された。
1961年にレナードは会社を辞め、1963年までフリーランスのコピーライターと脚本家をしていた。1963年からは自分の会社「Elmore Leonard Advertising Company」を作って1966年まで続けた。1969年に初の非西部劇「The Big Bounce」で作家業に復帰する。
以後も小説と映画脚本を書いて生活するが、作家として高い評価と大きな売り上げを得るようになったのは、ようやく1980年代からである（ディーン・クーンツは、1981年の「ベストセラー小説の書き方」で20歳年長のレナードを「これからの有望株」だとしている）。1983年の「ラブラバ」はエドガー賞の長編賞を受賞し、1984年の「グリッツ」は初めてのベストセラーになった。
1990年代に入ると、「ゲット・ショーティ」、「ジャッキー・ブラウン」（原作：『ラム・パンチ』）など作品の映画化が続いた。晩年まで執筆を続けていたが、2013年8月20日に死去した。87歳没。

## 著書
- The Bounty Hunters （1953年）
- The Law at Randado （1954年）
- Escape from Five Shadows（1956年）
- オンブレ （Hombre 1961年）映画『太陽の中の対決』の原作
- The Big Bounce （1969年）
- ムーンシャイン・ウォー （The Moonshine War 1969年）
- Valdez is Coming （1970年）
- Forty Lashes Less One （1972年）
- マジェスティック （Mr. Majestyk 1974年）
- 五万二千ドルの罠 （Fifty-Two Pickup 1974年）
- スワッグ （Swag 1976年）
- 身元不明者89号 （Unknown man No.89 1977年）
- 追われる男 （The Hunted 1977年）
- ザ・スイッチ （The Switch 1978年）
- Gunsights （1979年）
- 野獣の街 （City Primeval 1980年）
- マイアミ欲望海岸 （Gold Coast 1980年）
- スプリット・イメージ （Split Images 1981年）
- キャット・チェイサー （Cat Chaser 1982年）
- スティック （Stick 1983年）
- ラブラバ （La BRAVA 1983年）
- グリッツ （Glitz 1985年）
- バンディッツ （Bandits 1987年）
- タッチ （Touch 1987年）
- フリーキー・ディーキー （Freaky Deaky 1988年）
- キルショット （Killshot 1989年）
- ゲット・ショーティ （Get Shorty 1990年）
- Maximum Bob （1991年）
- ラム・パンチ （Rum Punch 1992年） 映画『ジャッキー・ブラウン』原作
- プロント （Pronto 1993年）
- Riding the Rap （1995年）
- アウト・オブ・サイト （Out of Sight 1996年） スティーヴン・ソダーバーグ監督で映画化
- キューバ・リブレ （Cuba Libre 1998年）
- Tonto Woman （1998年）
- ビー・クール （Be Cool 1999年）
- Pagan Babies （2000年）
- Tishomingo Blues （2002年）
- When the Women Come Out to Dance （2002年）
- ママ、大変、うちにコヨーテがいるよ! （A Coyote's in the House 2003年）
- Mr. Paradise （2004年）
- The Complete Western Stories （2004年）
- ホット・キッド （The Hot Kid 2005年）
- Comfort to the Enemy （2006年）
- Up in Honey's Room （2007年）
- Elmore Leonard's 10 Rules of Writing （2007年）
- Road Dogs （2009年）

## フィルモグラフィー

### 映画
- 決断の3時10分 3:10 to Yuma （1957年） - 原作
- 反撃の銃弾 The Tall T （1957年） - 原作
- 太陽の中の対決 Hombre （1967年） - 原作
- 悪女のたわむれ The Big Bounce （1969年） - 原作
- 暗黒街の特使 The Moonshine War （1970年） - 脚本・原作
- 追撃のバラード Valdez Is Coming （1971年） - 原作
- シノーラ Joe Kidd （1972年） - 脚本
- マジェスティック Mr. Majestyk （1974年） - 脚本
- デス・ポイント/非情の罠 52 Pick-Up （1986年） - 脚本・原作
- キャット・チェイサー Cat Chaser （1989年） - 脚本・原作
- ゲット・ショーティ Get Shorty （1995年） - 原作
- ジャッキー・ブラウン Jackie Brown （1997年） - 原作・製作総指揮
- アウト・オブ・サイト Out of Sight （1998年） - 原作
- ビッグ・バウンス The Big Bounce （2004年） - 原作
- Be Cool/ビー・クール Be Cool （2005年） - 原作
- 3時10分、決断のとき 3:10 to Yuma （2007年） - 原作
- キルショット Killshot （2008年） - 原作・製作総指揮
- ライフ・オブ・クライム Life of Crime （2013年） - 原作・製作総指揮

## 関連文献
- "Elmore Leonard's rules for Westerns", by Stephen Abell: a review in the TLS, June 21, 2006.
- Elmore Leonard: white space upon a printed page
- Photo of Leonard @ Double-Whammy
- Bio from All Movie Guide @ VH1.com
- Elmore Leonard Interview @ TheGATE.ca
- Bio @ the University of Albany
- 1985 and 1987 audio interviews with Elmore Leonard by Don Swaim of CBS Radio, RealAudio
- Guardian Interview
- Gate Interview
- BankRank Interview
- BookReporter Interview
- Elmore Leonard interviewed by Ginny Dougary (2004)